# Gorge de Loup (quartier de Lyon)
Gorge de Loup ist ein Stadtviertel im 9. Arrondissement (Lyon) von Lyon. Es liegt zwischen dem Stadtviertel Vaise im Norden und dem Viertel Champvert im Süden.

## Namensursprung
Das Viertel hieß zuerst «Gorge de Vacques» und wurde in «Gorge de Loup» umbenannt, als die Familie Loup das Gebiet besaß.

## Beschreibung
Gorge de Loup liegt am Ufer der Saône und ist ein ehemaliges Industriegebiet, das sich seit einigen Jahren tiefgreifend verändert. Heute ist es eher ein ruhiges Wohngebiet.
Der Ort bietet unterschiedliche Aspekte, je nachdem in welchem Teil von Gorge de Loup man sich befindet. Im Süden, auf der Höhe des Observatoriums, befinden sich relativ hohe Wohnblocks aus den Jahren 1960 bis 1980 umgeben von Grünanlagen. Diese Objekte werden derzeit renoviert, um sie attraktiver zu machen und eine wohlhabendere Bevölkerung anzulocken. Wie viele Viertel in Lyon ändert auch Gorge de Loup seinen Charakter („Gentrifizierung“), ähnlich wie im Nachbarviertel Vaise, das sich in den 2000er Jahren sehr gewandelt hat.
In der Avenue René Cassin stehen hübsche neue Wohnhäuser, kleine Bungalows. In dem Viertel gibt es außerdem kleine Stadthäuser mit zwei bis drei Stockwerken. Schließlich besteht ein ganzer Teil des Distrikts hauptsächlich aus tertiären Tätigkeiten, die in Gebäuden aus jüngster Zeit untergebracht sind, wie dem Geschäftszentrum IBS von Lyon oder den Dienstleistungen der internationalen Gruppe Novacap.

## Sicht auf das Viertel

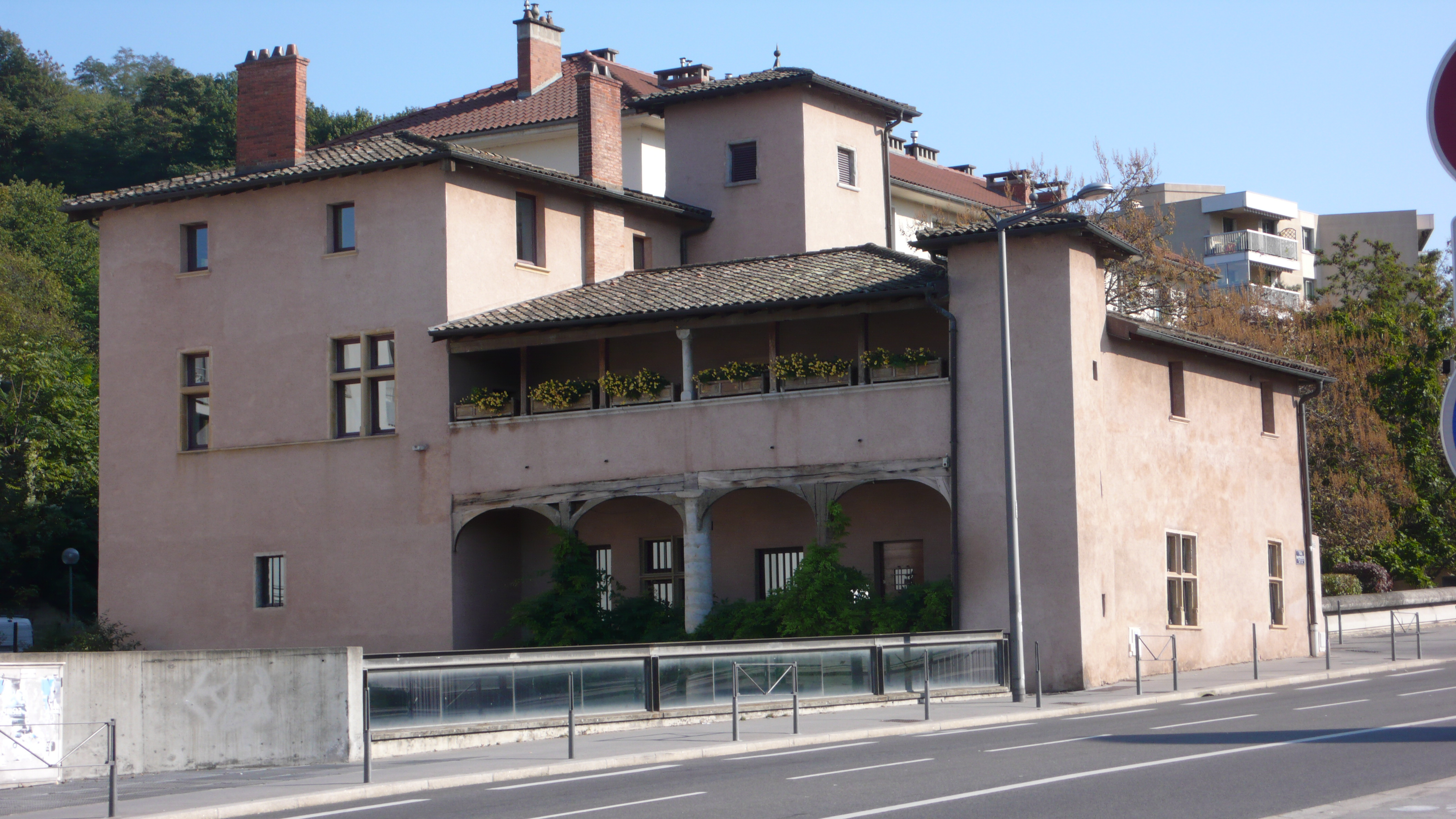
Villa Gorge de Loup, genannt Villa Bini
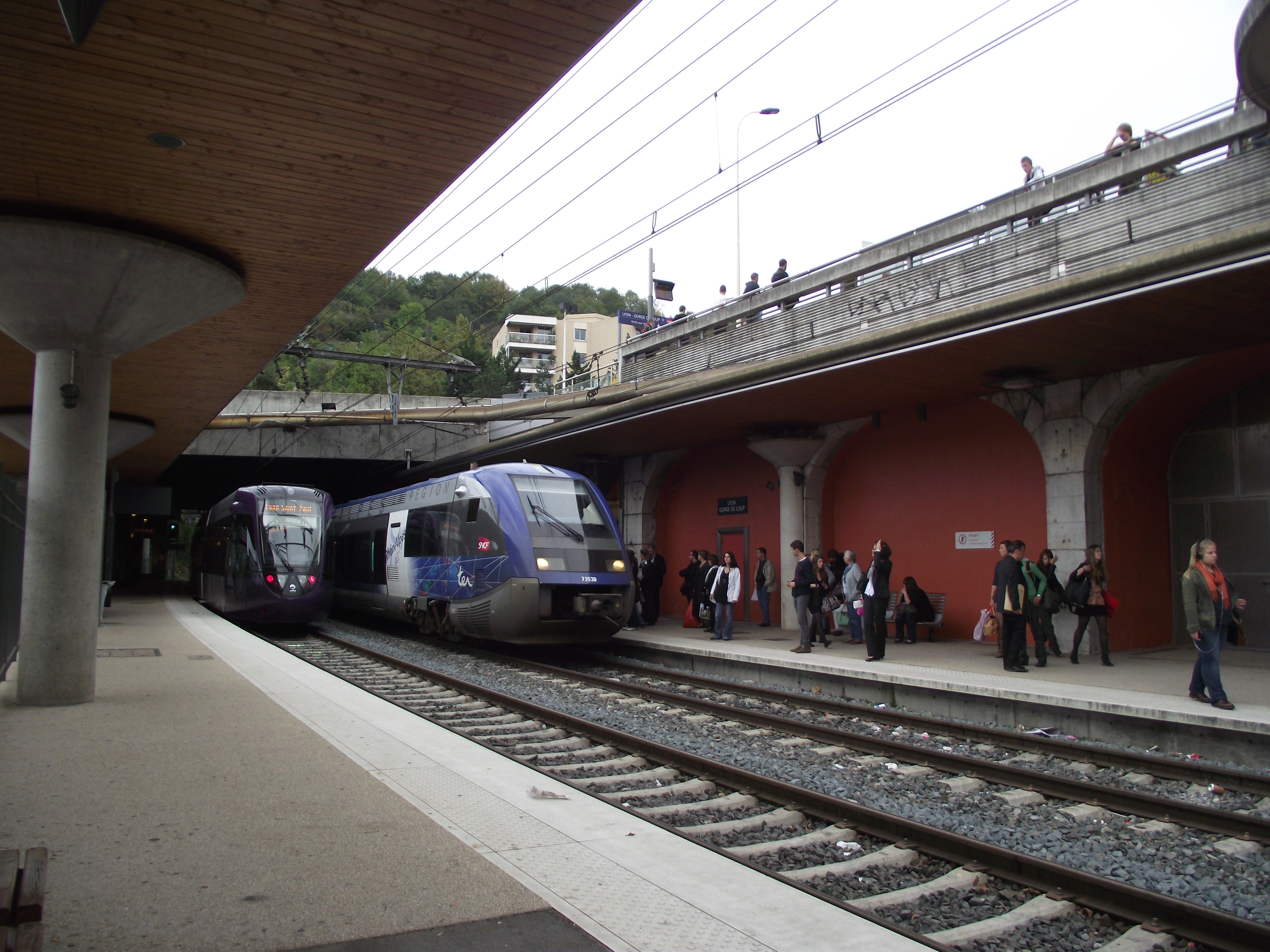
Gare de Lyon-Gorge-de-Loup.
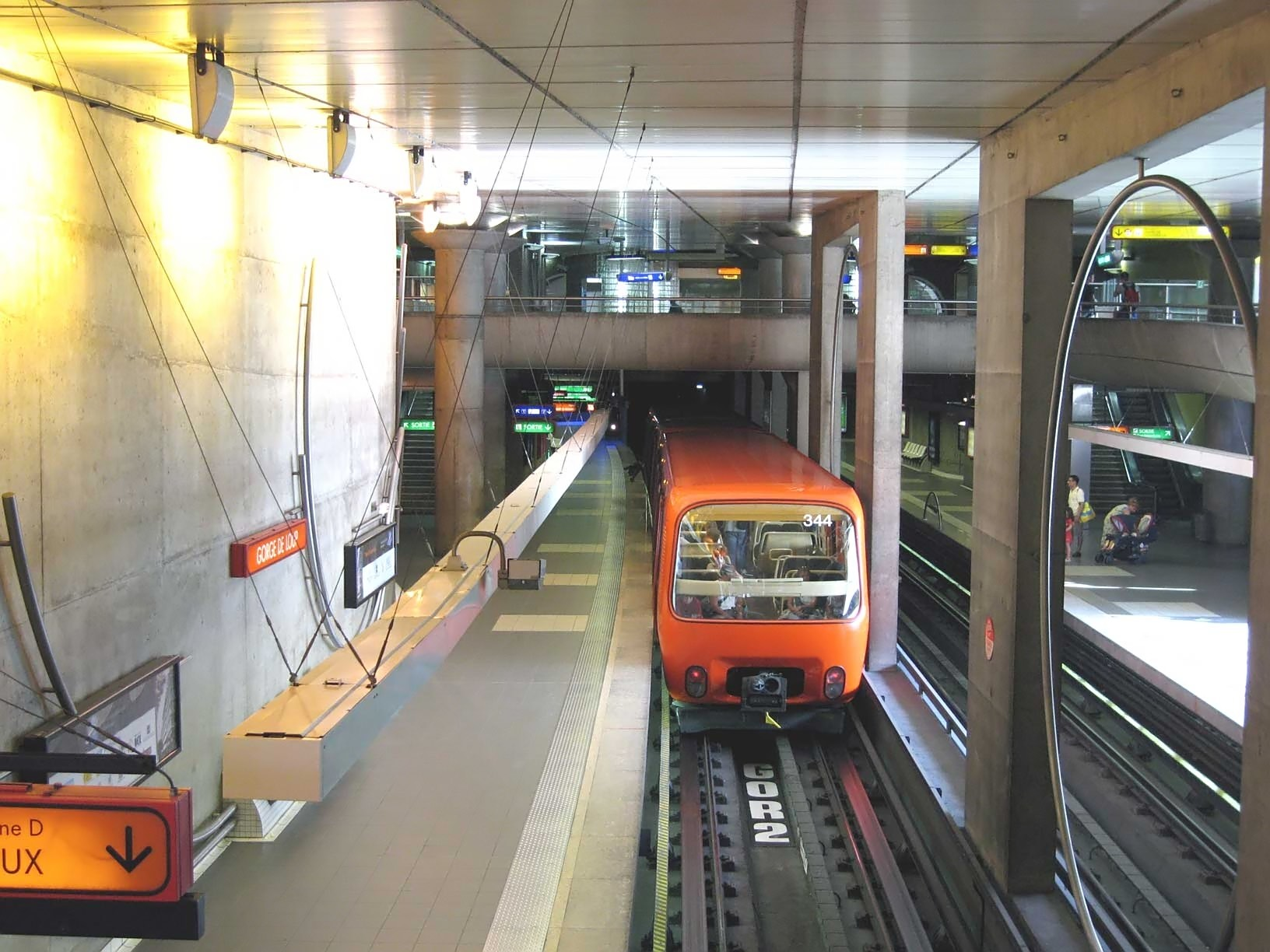
Bahnsteig der Metro in der Station Gorge de Loup.